# 斑點骨錨鯰
斑點骨錨鯰，為輻鰭魚綱鯰形目鼬鯰科的其中一種，為熱帶淡水魚，分布於南美洲亞馬遜河流域，體長可達11公分，棲息在底層水域，生活習性不明。